# Замок Крой
Замок Крой — средневековый замок рода Крой в нидерландской провинции Северный Брабант, близ деревни Арль-Рикстел, входящей в общину Ларбек. C 1642 по 1968 Круа принадлежал общине Стипхаут (сейчас — принадлежит общине Хелмонд, находящейся к югу от Ларбека).
Начиная с 1795 года неподалёку от замка варилось пиво. С 2004 года пиво Круа непосредственно варится на бельгийской пивоварне, но ингредиенты для него выращиваются в окрестностях Кроя. Также окрестности замка служат пастбищем для стада мериносов породы «Рамбуйе».

## История
Самые старые кладки в постройке датируются, вероятно, XV веком. Об истории замка известно не так уж много. Якоб фон Круа, каноник Кёльна и Льежа, был владельцем местности в 1477 году, однако замок нигде не упоминается. В XVI веке поселения по соседству часто подвергались разрушениям; возможно, замок тоже не избежал такой участи.
Последним жителем замка была леди Констанция ван дер Брюгген. Её дядя приобрёл замок в 1772 году; через год он скончался, оставив замок своему сводному брату Йохану Гидеону. Он проживал здесь с женой, Маргаритой Гертрудой Фальк, тремя сыновьями и дочерью. В 1820, 1826 и 1864 годах ушли из жизни трое сыновей. Констанция ван дер Брюгген скончалась в 1873 году (в возрасте 78 лет), передав здание общине Стипхаут с условием использовать его для помощи малоимущим пожилым людям. В 1977 году пожарная служба признала дом непригодным для проживания пожилых людей из-за нарушения правил пожарной безопасности.
Исследования замка показали, что его размеры за время существования практически не менялись, хотя, вероятно, имела место многоэтапная перестройка. Выглядит так, будто первоначальное здание некогда было серьёзно повреждено. Однако подвал, правое крыло и круглая башня скорее всего принадлежат первоначальной постройке. Последние архитектурные изменения (например, входной проём и ступенчатые фронтоны) были сделаны в XVIII веке.